# A Wayward Daughter (film 1914)
A Wayward Daughter è un cortometraggio muto del 1914 diretto da Van Dyke Brooke che ne è anche interprete a fianco di Norma Talmadge.

## Produzione
Il film fu prodotto dalla Vitagraph Company of America.

## Distribuzione
Distribuito dalla General Film Company, il film - un cortometraggio in due bobine - uscì nelle sale cinematografiche statunitensi il 16 giugno 1914.